# Salon de Bruxelles de 1875
Le Salon de Bruxelles de 1875 est la vingt-troisième édition du Salon de Bruxelles, exposition périodique d'œuvres d'artistes vivants. Il a lieu en 1875, du 23 août au 15 novembre dans un bâtiment provisoire érigé place du Petit Sablon.
Ce Salon est le quinzième organisé depuis l'Indépendance de la Belgique en 1831. Les récompenses sont remises sous forme de médailles d'or. Le gouvernement et le roi Léopold II procèdent à des achats. 
Charles Hermans expose À l'Aube, traditionnellement considérée comme l'une des œuvres fondatrices du réalisme et une grande œuvre à caractère naturaliste.

## Organisation
Pour chaque exposition, les dates et l'organisation générale sont fixées par arrêté royal, sur proposition du ministre responsable. La commission directrice de l'exposition est ensuite nommée par arrêté ministériel, le règlement de l'exposition est également fixé par arrêté ministériel. Chaque Salon est donc géré par une commission directrice distincte.

## Contexte
Ce Salon est le quinzième organisé depuis l'Indépendance de la Belgique en 1831. L'exposition de 1875 débute le 23 août. Le roi Léopold II et la reine Marie-Henriette assistent à l'ouverture solennelle du Salon. 
L'exposition a lieu dans un bâtiment provisoire érigé place du Petit Sablon, lorsque cette dernière n'avait pas encore été aménagée en square.

## Catalogue

### Données générales
Alors que le Salon de 1872 comprenait plus de 1437 numéros, l'édition de 1875 en propose 1850.

### Peinture
Selon le critique d'art Lucien Solvay, ce Salon est animé par la fièvre des batailles, où côte à côte, la peinture historique toujours debout et le modernisme luttent âprement.

#### À l'aubede Charles Hermans

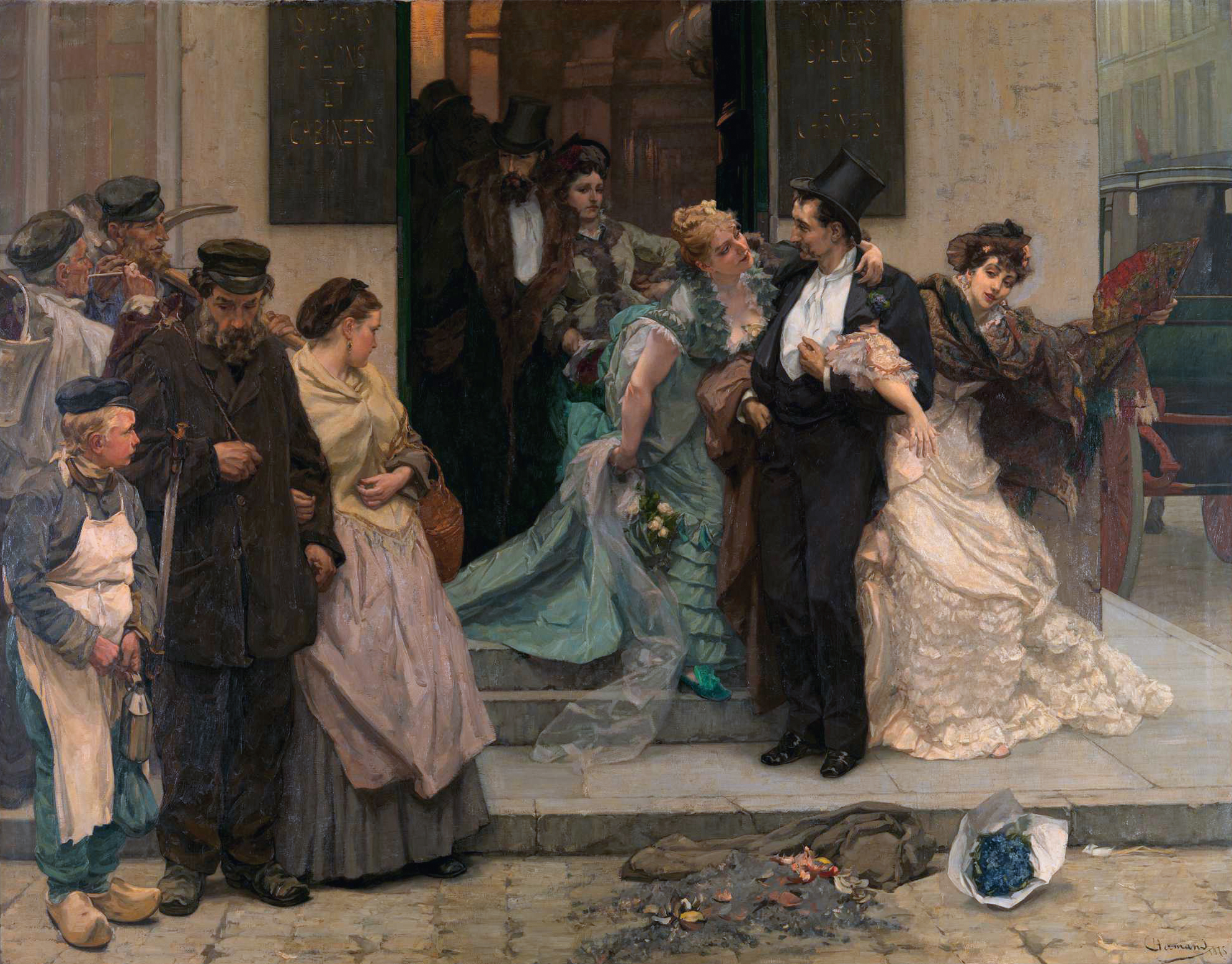
À l'aube par Charles Hermans.

Charles Hermans expose À l'aube, traditionnellement considérée comme l'une des œuvres fondatrices du réalisme et une grande œuvre à caractère naturaliste. 

Charles Hermans évoque son œuvre de la sorte : 

« J'ai cherché à être aussi sincère que possible, tout en évitant d'être à la fois trop sentimental et trop réaliste. Je me suis mis en quelque sorte à la place des ouvriers de l'avant-plan qui, frais et dispos, se rendent paisiblement au travail le matin, alors que les débauchés, en habit noir, sortent bruyamment des bouges dorés où ils ont passé la nuit […]. On a prétendu que mon tableau avait une portée socialiste. C'est une erreur »

— Maurice Sulzberger, Guide illustré de Bruxelles.

#### Autres grandes toiles

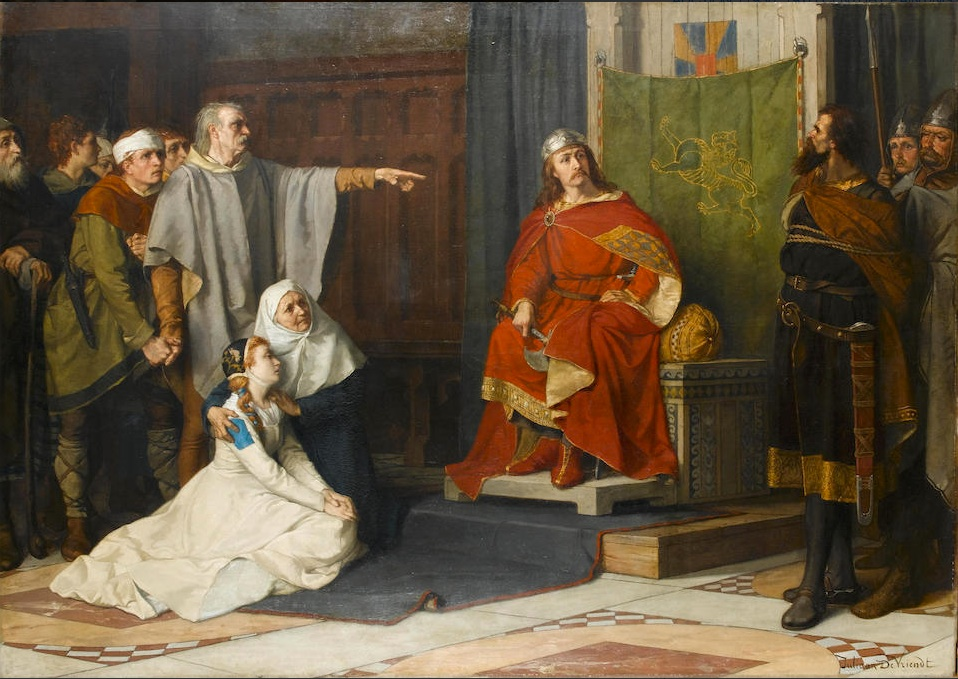
La Justice de Baudouin à la hâche envers un noble par Julien De Vriendt.

Que l'on reproche l'exagération de ses dimensions à l'immense toile de Georges Becker, Respha défendant les corps de ses fils crucifiés contre les vautours, serait compréhensible. Le thème est religieux et historique pourtant, mais selon Jean Rousseau, son intérêt est faible et dû à un peintre, élève de Jean-Léon Gérôme, dont la coloration mince et noire qui n'est en rien supérieure à celle du maître pour réaliser une œuvre en choisissant un sujet obscur.
Jean Rousseau analyse quelques autres toiles de grandes dimensions. Jules Goupil se fourvoie avec En 1795 qui représente une Merveilleuse, peinture trop vantée qui présente le seul mérite d'une belle silhouette. Charles Verlat est en immense progrès avec sa Mendiante juive, d'une qualité nouvelle et rare : le sentiment de la lumière qu'il exprime avec une grande puissance lumineuse. La Guerre des paysans de Constantin Meunier aurait pu passer cette année en première ligne. La scène est dramatique et fort bien composée, sans rien de théâtral, ni de banal. Peut-être l'artiste a-t-il voulu simplifier à l'excès en simplifiant peignant toutes les têtes du même ton roux, hormis un prêtre pâle qui est la meilleure figure du tableau. 
Il y a désormais entre les frères Julien et Albrecht De Vriendt une noble lutte. Cette année, le premier semble prendre le dessus. Sa facture est plus libre et moins fatiguée, le ton est plus franc dans sa La Justice de Baudouin à la hâche. Les deux frères ont toutefois réussi à se détacher de l'imitation de Henri Leys. Cesare Dell'Acqua a amélioré sa Judith, exposée l'an dernier au Salon de Gand, la tête est plus lumineuse et d'une expression plus inspirée ; le corps, d'une belle unité d'aspect, est très souple de modelé et de coloration. Holopherne, dans l'ombre, n'est pas moins réussi.

#### Paysage, peinture d'animaux et marine

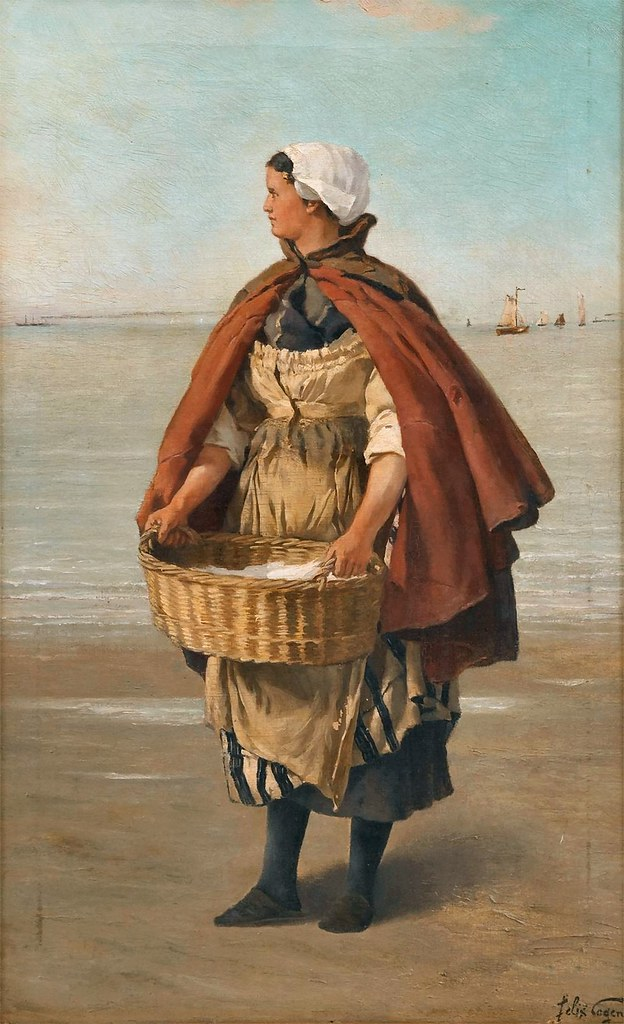
Femme de pécheur par Félix Cogen.

Les paysages sont certes nombreux au Salon, mais la disproportion n'est pas aussi grande qu'on l'avait affirmé. Elle est surtout patente entre les bons et les mauvais paysages. Ces derniers sont majoritaires et suivent la théorie qui consiste seulement à représenter les masses par des placards de couleur dans lesquels le spectateur n'a qu'à se débrouiller. Il reste heureusement des paysagistes qui ne sont pas séduits par l'art facile, tels que Willem Roelofs et son Troupeau au bord d'une rivière, l'anversois Joseph Van Luppen et sa Vue prise à Waulsort ou encore Joseph Quinaux et son Gué sur la Lesse.
Adolf Schreyer est un maître peintre qui sait donner de l'intérêt aux sujets qu'il traite. Son Chariot embourbé, dans les plaines russes, démontre son talent supérieur. Alfred Verwée qui fait des progrès comme dessinateur vise à la variété : Attelage zélandais, Les Bords de l'Escaut et Prairie aux coquelicots aux environs de Bruxelles, empreintes d'un bon sentiment de la nature.
Selon L'Indépendance belge, l'École de Tervueren n'existe plus depuis la mort, l'année précédente, de Hippolyte Boulenger, jeune peintre si bien doué, et le changement de style de Joseph Coosemans.
Il existe deux types de peintres marinistes : ceux représentant la marine d'eau salée et les adeptes de la marine d'eau douce. Certains marinistes ne s'éloignent pas des côtes, tandis que d'autres s'aventurent volontiers en plein océan. Félix Cogen progresse beaucoup dans son art en exposant : Pécheurs de crevettes fuyant le gros temps et L'Attente, femme de pécheur du Zuiderzee.

### Sculpture

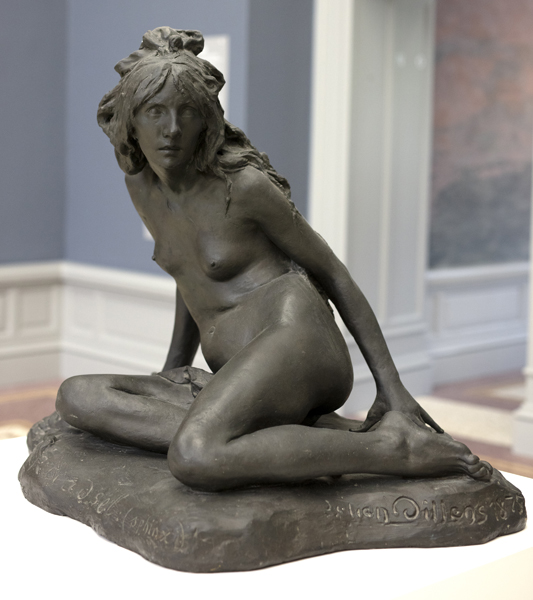
L'Énigme de Julien Dillens, sévèrement critiquée.

Selon L'Indépendance belge, l'exiguïté de l'emplacement réservé aux sculptures est due à l'admission d'œuvres qui n'auraient pas dû être exposées. Cette médiocrité est la conjugaison du manque de soutien du gouvernement à l'art statuaire, du public qui préfère la peinture et des artistes dont l'instruction est incomplète. La seule manière d'exprimer un ensemble d'idées par une seule figure accompagnée d'accessoires est le recours à l'allégorie. Le Giotto en marbre de Thomas Vinçotte est d'une grande élégance, Domenica, statue en plâtre de Paul De Vigne, est une grâcieuse figure de nature vraie. Antoine-Félix Bouré a réalisé en marbre son modèle en plâtre du Lézard, qui se présente sous un aspect encore plus favorable. Francesco Barzaghi, de Milan, expose un groupe en marbre : Moïse sauvé des eaux tombe dans le joli en cherchant le beau et en négligeant le caractère. Julien Dillens expose L'Énigme qui suscite dans certains journaux, comme La Flandre libérale, une critique sévère, jugeant hideuse la femme représentée en plâtre dans une composition malsaine, tandis que L'Écho du Parlement y voit une « grenouille rampante ».

## Résultats

### Ordre de Léopold

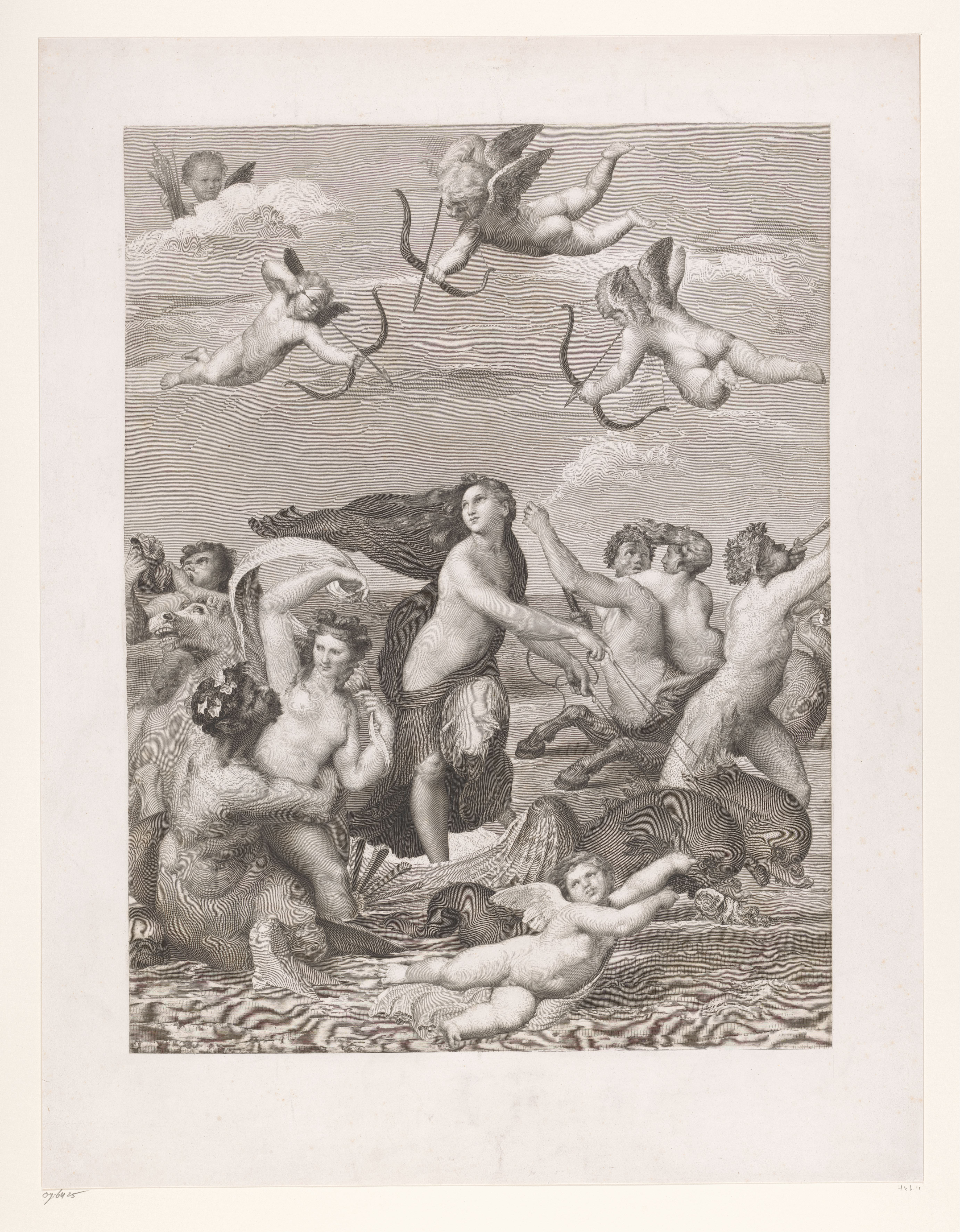
Le Triomphe de Galatée, gravure de Gustave Biot, d'après Raphaël.

En vertu de l'arrêté royal du 18 novembre 1875, quatre artistes, Alexandre Bida (peintre dessinateur à Paris), Lievin De Winne (peintre à Bruxelles), Joseph Quinaux (peintre à Bruxelles) et Charles-Philogène Tschaggeny (peintre à Bruxelles) deviennent officiers de l'ordre de Léopold. 
En vertu du même arrêté royal, quinze artistes deviennent chevaliers de l'ordre de Léopold : Nikolaus Barthelmess (graveur à Düsseldorf), Gustave Joseph Biot (graveur à Bruxelles), Antoine-Félix Bouré (sculpteur à Bruxelles), Alfred Cluysenaar (peintre à Bruxelles), Joseph Coosemans (peintre à Bruxelles), Gregor von Bochmann (peintre à Düsseldorf), Joseph von Führich (peintre à Vienne), Claude-Ferdinand Gaillard (graveur à Paris), Jules-Adolphe Goupil (peintre à Paris), Charles Hermans (peintre à Bruxelles), Jacques Jaquet (statuaire à Bruxelles), Constantin Meunier (peintre à Bruxelles), Ludvig Munthe (peintre à Düsseldorf) et Gustav Richter (peintre à Berlin).

### Médailles d'or
Sur proposition du jury des récompenses au gouvernement, dix médailles d'or, sont décernées, en vertu de l'arrêté royal du 18 novembre 1875, aux artistes suivants : les sept peintres Édouard Agneessens (de Bruxelles), Euphrosine Beernaert (de Bruxelles), Alexandre Falguière (de Paris), Théodore Gérard (de Bruxelles), Louis Joseph Le Brun (de Gand), Robert Mols (d'Anvers) et Auguste Serrure (peintre à Bruxelles), de même que les deux sculpteurs Paul De Vigne (de Gand) et Thomas Vinçotte (de Bruxelles), ainsi que l'architecte Henri Blomme (d'Anvers),.

### Achats par le gouvernement et par le roi
Plusieurs tableaux sont acquis par le gouvernement pour le musée de l'État : La Coupe de l'amitié, une peinture sur porcelaine par Joseph Coomans, pour la somme de 10 000 francs, d'abord annoncée au prix de 25 000 francs somme jugée excessive par L'Indépendance belge. Après l'achat de Une vocation d'Alfred Cluysenaar pour le musée, le roi laisse sous-entendre qu'il leur a laissée
Le roi achète la Mendiante juive de Charles Verlat, Vue de Rouen de Robert Mols et Vue d'Ostende de Theodore Alexander Weber.

### Catalogue
- Catalogue, Exposition générale des Beaux-Arts de 1875, catalogue explicatif, Bruxelles, Adolphe Mertens, 1875, 236 p. (lire en ligne).